# Alchemilla antiropata
Alchemilla antiropata es una especie de planta del género Alchemilla, perteneciente a la familia Rosaceae.

## Taxonomía
Alchemilla antiropata fue descrita por S. E. Fröhner en 1986.

## Distribución
Se encuentra en el territorio de Austria.